# Dana Rosemary Scallon

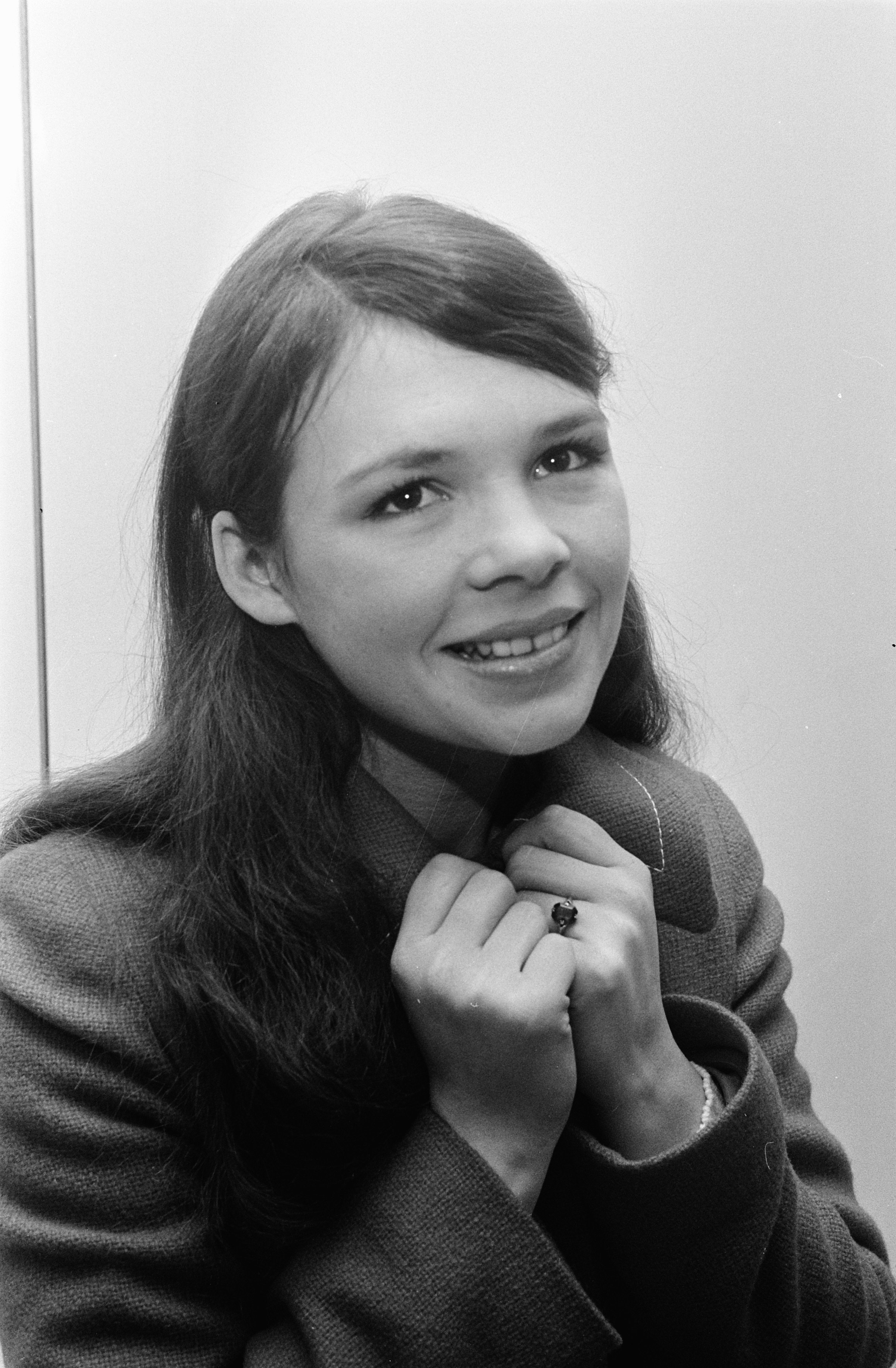
Dana Rosemary Scallon în 1970

Dana Rosemary Scallon (n. 30 august 1951, Londra, Anglia, Regatul Unit) este o cântăreață și om politic din Irlanda, membru al Parlamentului European în perioada 1999-2004 din partea Irlandei.
A câștigat concursul muzical Eurovision 1970 din Amsterdam cu piesa All Kinds of Everything, acumulând 32 de puncte.